# Rebecca & Fiona
Rebecca & Fiona er en Pop-duo fra Sverige etableret i 2010.

## Diskografi

### Studiealbum
| År   | Album               | Peak positions | Awards                                           |
| År   | Album               | SWE            | Awards                                           |
| ---- | ------------------- | -------------- | ------------------------------------------------ |
| 2011 | I Love You Man      | 36             | Swedish Grammy for "Best Electronic/Dance Album" |
| 2014 | Beauty Is Pain      | 31             | Swedish Grammy for "Best Electronic/Dance Album" |
| 2018 | Art of Being a Girl | —              |                                                  |

### Singler
| År   | Single       | Højeste hitlisteplacering |
| År   | Single       | SWE                       |
| ---- | ------------ | ------------------------- |
| 2011 | "Bullets"    | 29                        |
| 2013 | "Taken Over" | 33                        |
| 2015 | "Sayonara"   | 68                        |

Andre
- 2010: "Luminary Ones"
- 2011: "If She Was Away / Hard"
- 2011: "Jane Doe"
- 2011: "Turn It Down" (with Kaskade)
- 2012: "Dance"
- 2012: "Giliap"
- 2013: "Union"[3]
- 2013: "Hot Shots"[4]
- 2014: "Candy Love"[5]
- 2014: "Holler"[5]
- 2016: "Drugstore Lovin'"
- 2016: "Shotgun"
- 2016: "Cold As X-mas"
- 2017: "Pop Bitches"
- 2017: "Pay Me Money"
- 2018: "Need You"
- 2018: "Fool's Gold"
- 2018: "Different" (featuring Marcy Chin)
- 2018: "Stupid"
- 2019: "One More Night"[6]
- 2019: "Down For It" (with Moti)[7]
- 2019: "Can't Erase" (with Nause)[8]
- 2020: "Fet House Mode"[9]

### Featured singler
- 2010: "Låna Pengar" (Basutbudet featuring Rebecca & Fiona)
- 2011: "Boy" (Adrian Lux featuring Rebecca & Fiona)
- 2011: "Turn It Down" (Kaskade featuring Rebecca & Fiona)
- 2019: "Apollo" (Wayfloe featuring Rebecca & Fiona)

### EP'er
- 2016: "Party Hard"